# Телингштет
Телингштет (њем. Tellingstedt) општина је у њемачкој савезној држави Шлезвиг-Холштајн. Једно је од 115 општинских средишта округа Дитмаршен. Према процјени из 2010. у општини је живјело 2.497 становника. Посједује регионалну шифру (AGS) 1051114.

## Географски и демографски подаци
Телингштет се налази у савезној држави Шлезвиг-Холштајн у округу Дитмаршен. Општина се налази на надморској висини од 15 метара. Површина општине износи 21,1 km². У самом мјесту је, према процјени из 2010. године, живјело 2.497 становника. Просјечна густина становништва износи 118 становника/km².